# Col d'Assois
Il Col d'Aussois (2.914 m s.l.m.) è un valico alpino situato nelle Alpi Graie all'interno del Parco nazionale della Vanoise. Collega Pralognan-la-Vanoise (nella Tarantasia) e Aussois (nella Maurienne).

## Descrizione

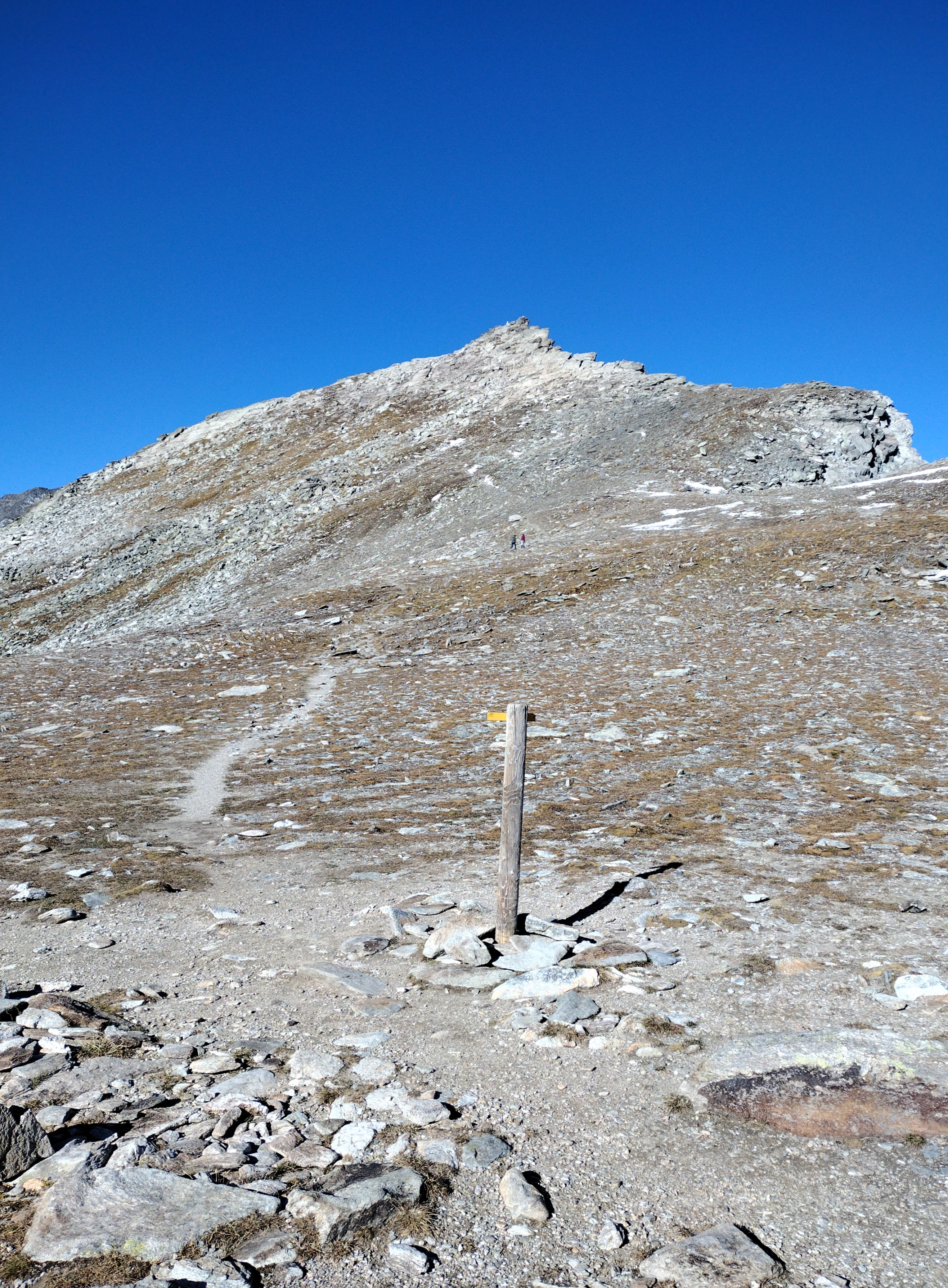
Il colle con la vicina Pointe de l'Observatoire

Il valico si trova sullo spartiacque tra il vallone del Ruisseau de Saint-Benoît (Moriana) e quello del Doron de Chavière, che tramite il Doron de Pralognan e il Doron de Bozel risulta anch'esso tributario dell'Isère. Si apre tra la Tête d'Aussois (ad est, 3126 m) e la Pointe de l'Observatoire. Amministrativamente è situato al confine tra i comuni di Pralognan-la-Vanoise (a nord-ovest) e Aussois (sud-est). Nel vallone di accesso al colle sul lato Moriana vi sono due dighe, quella di Plan-d'Aval, del 1950, e quella di Plan-d'Amont, del 1956.
Da un punto di vista orografico il colle separa due sottogruppi alpini delle Alpi della Vanoise e del Grand Arc, il Groupe du Dôme de l'Arpont (a est del colle) e la Crête de la Pointe de l'Echelle (a ovest).

## Escursionismo
Si può salire al colle per sentiero partendo dalla diga di Plan d'Amont, dove arriva una strada asfaltata che la collega con Aussois, oppure dal vallone Chavière, passando per il Refuge de La Valette.

### Punti di appoggio
- Refuge du Fond d'Aussois (lato Aussois, 2329 m)
- Refuge de La Valette (lato Pralognan, 2554 m)

## Protezione della natura

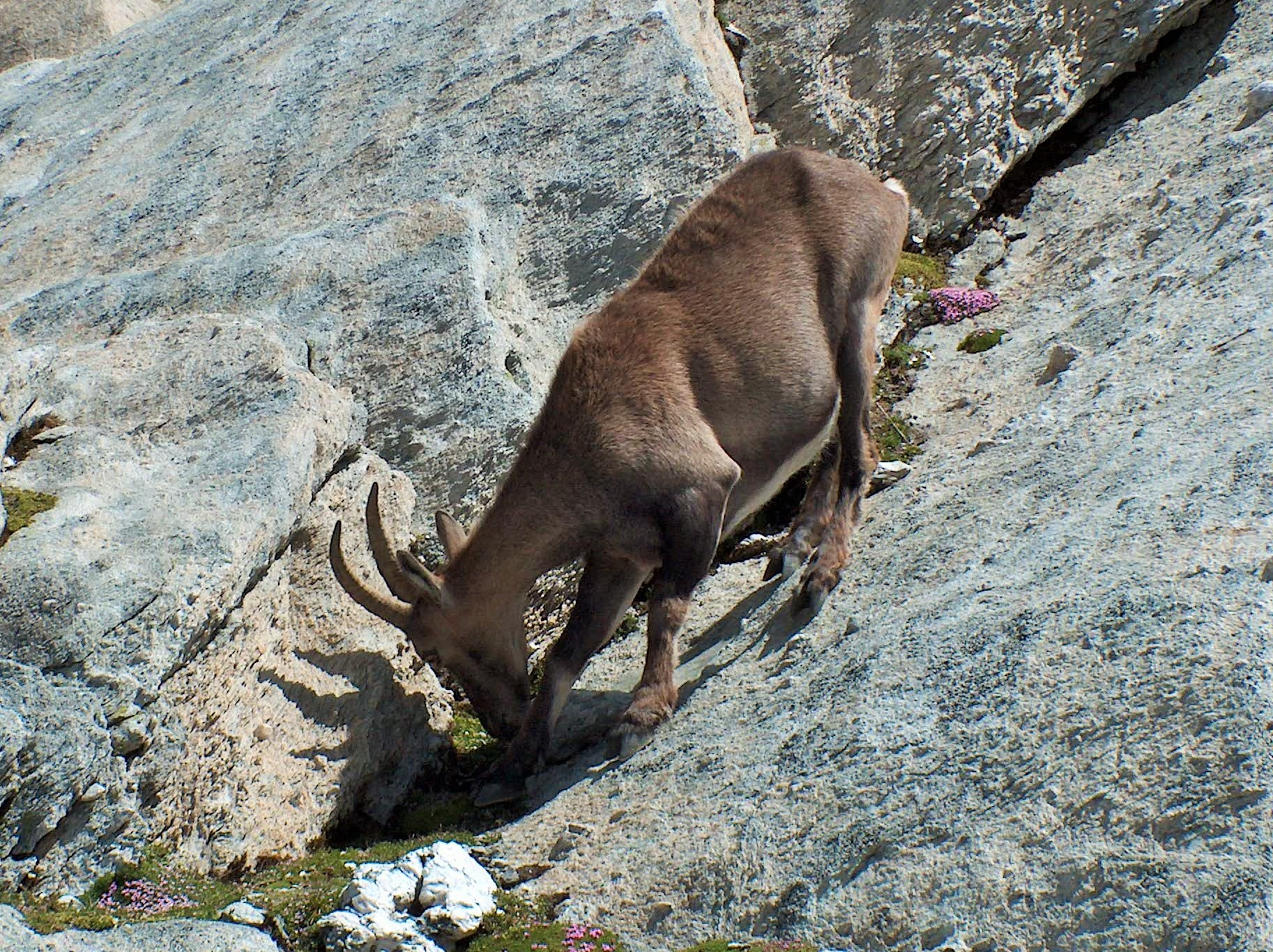
Uno stambecco nei pressi del valico

Il colle si trova all'interno del Parco nazionale della Vanoise.